# Мікі Адріансенс
Монік Анн Марія «Мікі» Адріансенс (народилася 1 березня 1964) — голландський політик, юрист і адміністратор, яка обіймала посаду міністра економіки та кліматичної політики в четвертому кабінеті Рютте з 10 січня 2022 року. Член Народної партії за свободу і демократію (ВВД), раніше була членом Сенату (2019–2022).

## Кар'єра
Адріансенс уродженка Східама, відвідувала муніципальну гімназію в Гільверсумі. Вона вивчала право, політику охорони здоров'я та менеджмент в Університеті Еразма в Роттердамі. Під час навчання брала активну участь у Hermes House Band.
Потім вона працювала в юридичній фірмі AKD у галузі права про банкрутство. З 1999 по 2003 рік Адріансенс працювала консультантом у Twynstra Gudde, перш ніж вона стала активним адміністратором охорони здоров'я. 1 червня 2016 року вона повернулася в Twynstra Gudde, де стала головою ради директорів. Під час роботи в приватному секторі вона також обіймала різні наглядові директорські посади.
Вона була президентом змішаного хокейного клубу Larensche (2012–2017), якому допомогла вийти з боргів. За це в 2017 році вона отримала муніципальну почесну медаль від муніципалітету Ларен; у 2018 році була призначена почесним членом клубу.
Вона була членом Сенату з червня 2019 року по січень 2022 року, коли її призначили міністром економіки та кліматичної політики в четвертому кабінеті Рютте. У Сенаті вона була головою постійного Комітету з питань охорони здоров'я, соціального забезпечення та спорту.